# FAB-500TS
FAB-500TS (ros. ФАБ-500ТС) – radziecka bomba burząca. Jest ona przeznaczona do zwalczania obiektów o wzmocnionej konstrukcji, betonowych oraz żelazobetonowych i ma skorupę o większej grubości niż klasyczne bomby burzące wagomiaru 500 kg. Najgrubsza jest część czołowa skorupy, a bomba nie posiada zapalnika czołowego.